# Mo (kana)
も in hiragana o モ in katakana, è un kana giapponese che rappresenta una mora. La sua pronuncia è [mo].
| Forma                    | Rōmaji          | Hiragana                   | Katakana                   |
| ------------------------ | --------------- | -------------------------- | -------------------------- |
| Normale m- (ま行 ma-gyō) | mo              | も                         | モ                         |
| Normale m- (ま行 ma-gyō) | mou moo mō, moh | もう, もぅ もお, もぉ もー | モウ, モゥ モオ, モォ モー |

## Scrittura

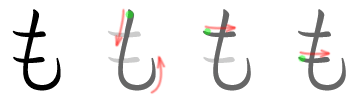
Stile di scrittura di も

L'hiragana も è composto da tre segni:
1. Tratto verticale che vada poi a concludersi verticalmente verso destra ed in alto; alla fine della sua composizione dovrebbe assumere la forma di un amo da pesca o di un uncino.
2. Tratto orizzontale poco più sotto dell'inizio del primo segno.
3. Tratto orizzontale poco più sotto del secondo segno (o primo tratto orizzontale).

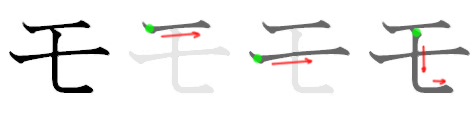
Stile di scrittura di モ

Il katakana モ è composto da tre segni:
1. Tratto orizzontale.
2. Tratto orizzontale sotto il primo e leggermente più lungo sul lato sinistro.
3. Segno a forma di « L » sotto al primo tratto.